# Марена карпатська
{{#ifeq:0|0|{{#if:Barbus carpathicus|{{#if:|[[]}}|[[]]}}}}
Марена карпатська (Barbus carpathicus) — риба родини коропові. Ареал охоплює басейн Тиси від Грону до Сомешу, іноді сягає східної Австрії; верхня Вісла в Словаччині та Польщі; басейни Вєжиці та верхнього Дністра (в Польщі та Україні). Прісноводна бентопелагічна, сягає довжини 27 см.